# Église San Carlo dei Sacerdoti
L'église San Carlo dei Sacerdoti (Saint-Charles-des-Prêtres), dite aussi église de la Congrégation des Soixante-Trois-Prêtres, est une église baroque du centre historique de Naples, située dans les Quartiers Espagnols. Elle est dédiée à saint Charles Borromée.

## Histoire et description
L'église prend son nom de la congrégation Saint-Charles qui comprenait soixante-trois prêtres et dont l'un des sièges était à l'église Santa Maria della Grata de Forlì, aujourd'hui disparue. Elle était parfois surnommée église du Carminiello (Petit-Carmel) à cause du tableau figurant Notre-Dame du Mont-Carmel, considéré comme miraculeux.
Elle connaît divers remaniements au XVIIIe siècle; le pavement de majolique et la décoration rococo de la nef entière datent de cette époque.
L'église est fermée au culte depuis plusieurs années.

## Source de la traduction
- (it) Cet article est partiellement ou en totalité issu de l’article de Wikipédia en italien intitulé « Chiesa della Congregazione dei 63 sacerdoti » (voir la liste des auteurs).